# Воловоденко Анатолій Юрійович
Анатолій Юрійович Воловоденко (нар. 21 липня 1963, Душанбе) — радянський і таджицький футболіст, що грав на позиції захисника. Відомий насамперед виступами за футбольний клуб «Памір» у вищій та першій лігах, пізніше грав за ряд російських клубів, зокрема за клуб вищої російської ліги «Уралмаш» із Єкатеринбурга.

## Клубна кар'єра
Анатолій Воловоденко народився в Душанбе, і є вихованцем місцевого футбольного клубу «Памір». У 1983 році, після перемоги у складі збірної Таджикистану на всесоюзному турнірі для молодих футболістів «Переправа», по запрошенню головного тренера «Паміра» Юрія Сьоміна Воловоденко перейшов до складу головної команди республіки. Перші роки молодий захисник не завжди потрапляв до основи старожила першої ліги, за 2 роки зіграв лише 16 матчів, і для набуття ігрової практики у 1985 році півроку грав за друголіговий клуб «Ходжент» із обласного центру на півночі республіки. Окрім цього, у 1985 році після перемоги «Паміра» над московським ЦСКА, Воловоденка разом із трьома іншими гравцями душанбинського клубу — Мананниковим, Батуренком та Рахімовим — спеціальним наказом міністра оборони СРСР Соколова відправлено із військової частини в Душанбе, де вони проходили службу, у частину прикордонних військ в Туркменію, а пізніше Воловоденко і Рахімов зуміли перевестись у спортроту № 74 у Ташкенті. Після повернення до «Паміру» Воловоденко став основним гравцем захисту команди, у тому числі у сезоні 1988 року, коли душанбинська команда виграла турнір першої ліги, та здобула путівку до вищого дивізіону СРСР. На початку 1989 року Воловоденко отримав запрошення від головного тренера київського «Динамо» Валерія Лобановського запрошення стати гравцем київського клубу, проте спортивно-технічний комітет Федерації футболу СРСР заборонив цей перехід. Після заборони переходити до «Динамо» Воловоденко пропустив увесь сезон 1989 року, офіційно у зв'язку із розривом ахіллового сухожилля. У вищій радянській лізі дебютував у 1990 році, та два роки грав за душанбинський клуб вже у найвищому радянському дивізіоні, 50 разів взявши участь у матчах «Паміра» у вищій лізі СРСР.
Після розпаду СРСР Анатолій Воловоденко розпочав виступи за «Памір» у чемпіонаті Таджикистану, проте після півфінального матчу Кубка СНД із московським ЦСКА, програного «Паміром» із рахунком 0-2 20 квітня 1992 року, Воловоденко залишається у Росії, і вже 2 травня цього ж року виходить на поле у складі єкатеринбурзького «Уралмаша» в матчі чемпіонату Росії проти московського «Локомотива». У червні 1992 року Воловоденко ненадовго повернувся до Душанбе, щоб зіграти свій перший та єдиний матч за збірну Таджикистану, у якому таджицька збірна зіграла внічию 2-2 зі збірною Узбекистану. У складі «Уралмашу» у вищій російській лізі Воловоденко провів 3 сезони, за які зіграв 42 матчі. Проте у 1994 році футболіст із Таджикистану випав із основного складу команди, і у 1995 році перейшов до складу друголігової новотроїцької «Ности». У другій половині 1995 року та у сезоні 1996 року Воловоденко грав за інший друголіговий клуб — «Індустрію» з Калузької області. Після цього Анатолій Воловоденко грав за аматорський клуб «Обнінськ» із однойменного міста, та закінчив виступи на футбольних полях. Після завершення виступів як професійного футболіста Анатолій Воловоденко грає за ветеранські команди, у тому числі за команду ветеранів душанбинського «Паміра».

## Досягнення
- Переможець першої ліги СРСР — 1988